# Pravice
Pravice (in tedesco Probitz) è un comune della Repubblica Ceca facente parte del distretto di Znojmo, in Moravia Meridionale.